# Иконом
Иконом, је звање у православном монаштву и представља првог по части у манастиру, после игумана. Дужност му је да се бави манастирском привредом. Заступа и мења игумана у одсуству. У древним великим манасгирима еконими у слати у метохе на управу економијом. Тамо где их је било више, главни економ називан је и велики економ. Обично је имао и помоћника, који се звао параеконом.